# Sérénade pour flûte, hautbois et basson

La Sérénade pour flûte, hautbois et basson est une composition de musique de chambre de Wolfgang Fortner. Composée en 1948, elle s'inscrit dans le style néo-classique du compositeur.

## Structure
1. Intrada
2. Aria
3. Caprice
4. Partita
5. Symphonia
6. Interludium

## Source
- François-René Tranchefort, guide de la musique de chambre, éd. Fayard 1987 p.34  (ISBN 2-213-02403-0)